# Filar Orłowskiego

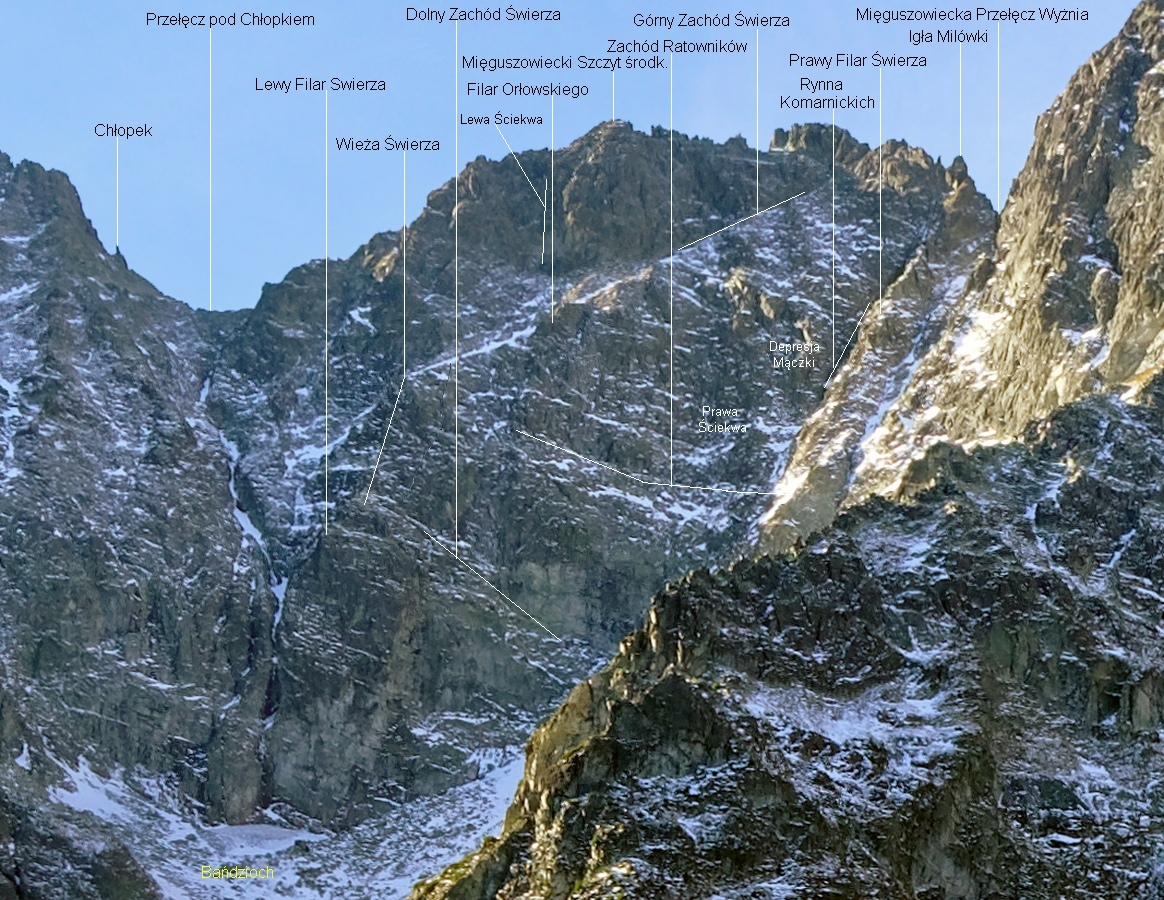

Filar Orłowskiego – środkowy z trzech filarów na północno-wschodniej ścianie Mięguszowieckiego Szczytu Pośredniego w Tatrach Polskich. Znajduje się tylko na części jego ściany. Opada z Górnego Zachodu Świerza i kończy się kilkadziesiąt metrów powyżej Dolnego Zachodu Świerza. Górne jego przedłużenie powyżej Górnego Zachodu Świerza to już nie filar, a tylko wypukłość ściany.
Filar Orłowskiego oddziela dwie depresje ściany: dolną część Lewej Ściekwy od Prawej Ściekwy. Nazwa filara pochodzi od taternika Tadeusza Orłowskiego, który jako pierwszy (wraz z Danutą Schiele i Wawrzyńcem Żuławskim) przeszedł tym filarem 27 sierpnia 1948 r. Droga Orłowskiego ma trudność V w skali tatrzańskiej, czas jej przejścia z Bańdziocha na Mięguszowiecki Szczyt Pośredni to 4 godz.

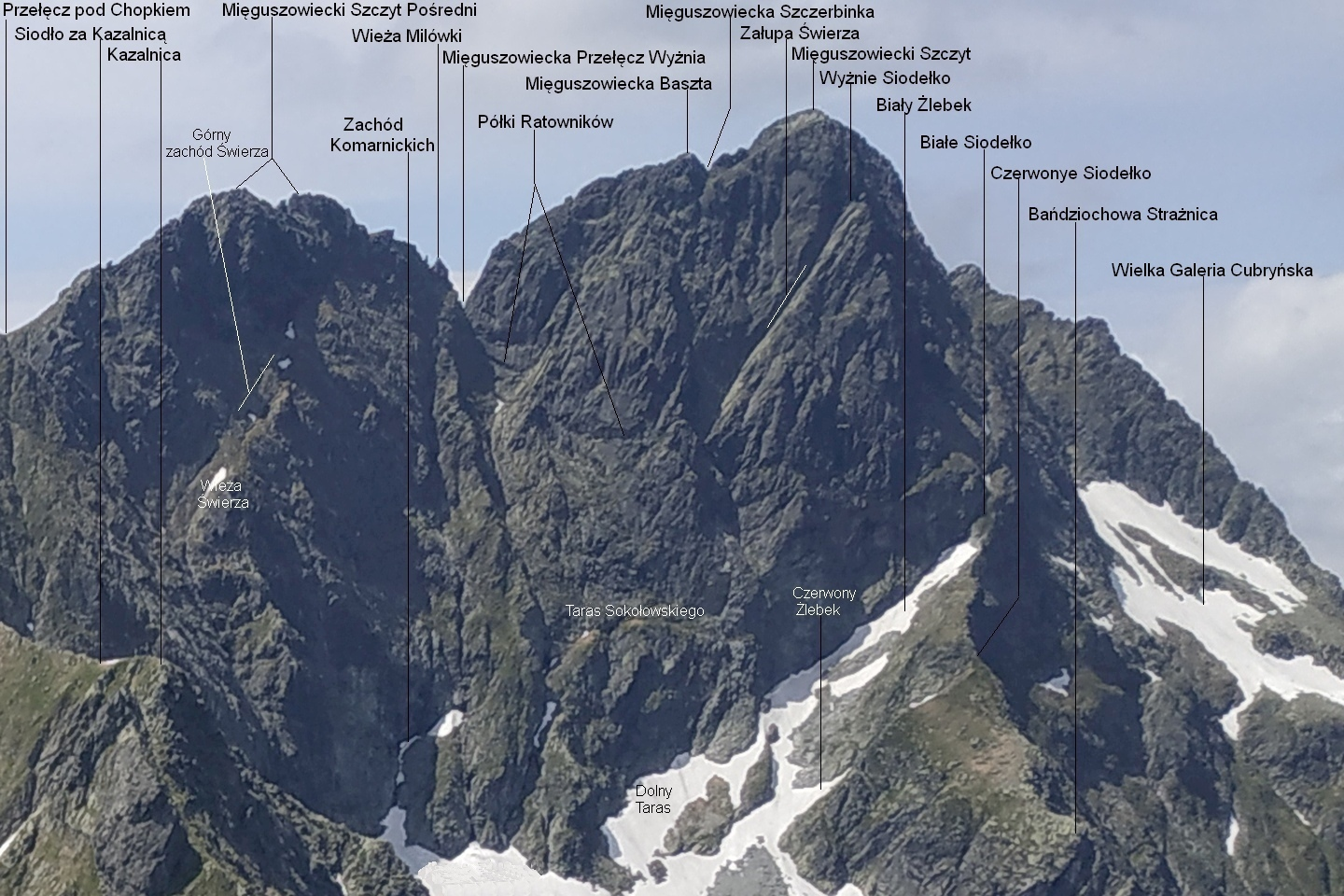